# Патара-Хоренія
Патара-Хоренія (груз. პატარა ხორენია) — село в Грузії.
За даними перепису населення 2014 року в селі проживає 91 особа.